# Brachiaria xantholeuca
Brachiaria xantholeuca là một loài thực vật có hoa trong họ Hòa thảo. Loài này được (Schinz) Stapf mô tả khoa học đầu tiên năm 1919.